# Lanyon Quoit

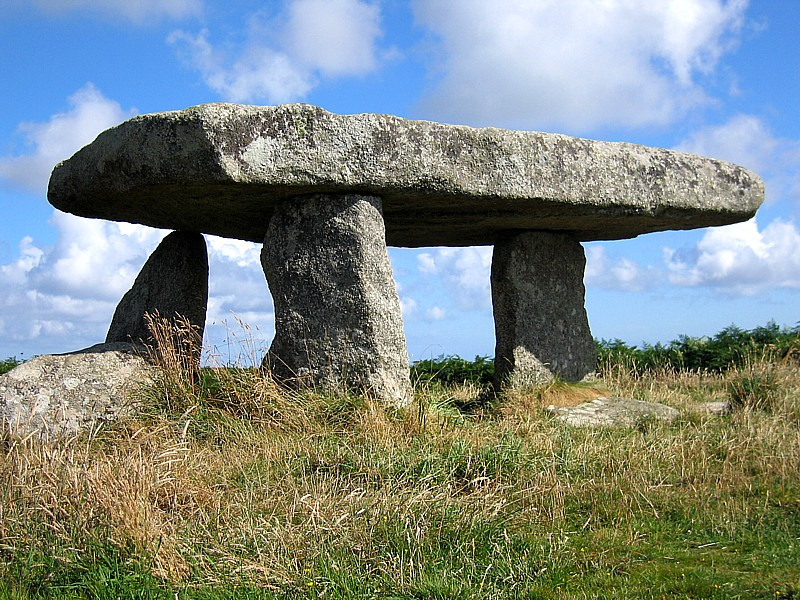
Lanyon Quoit – Cornwall

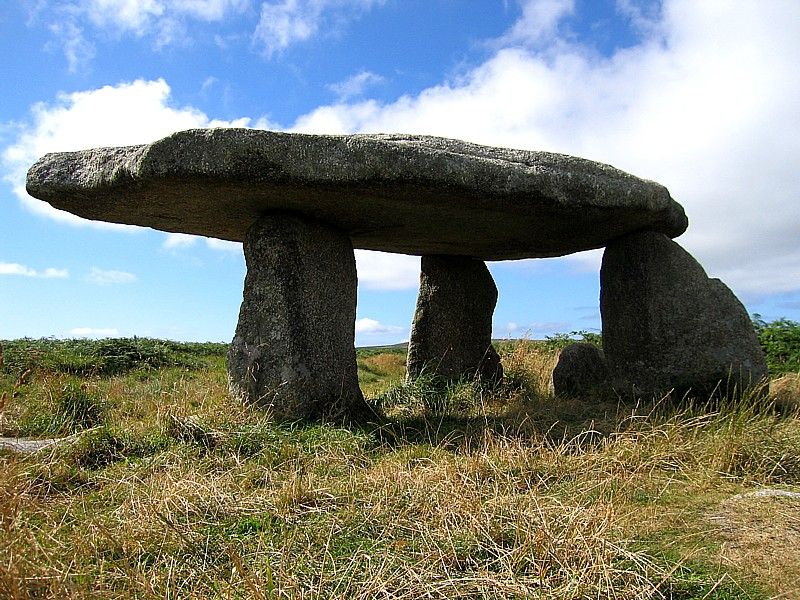
Lanyon Quoit – Blickrichtung West

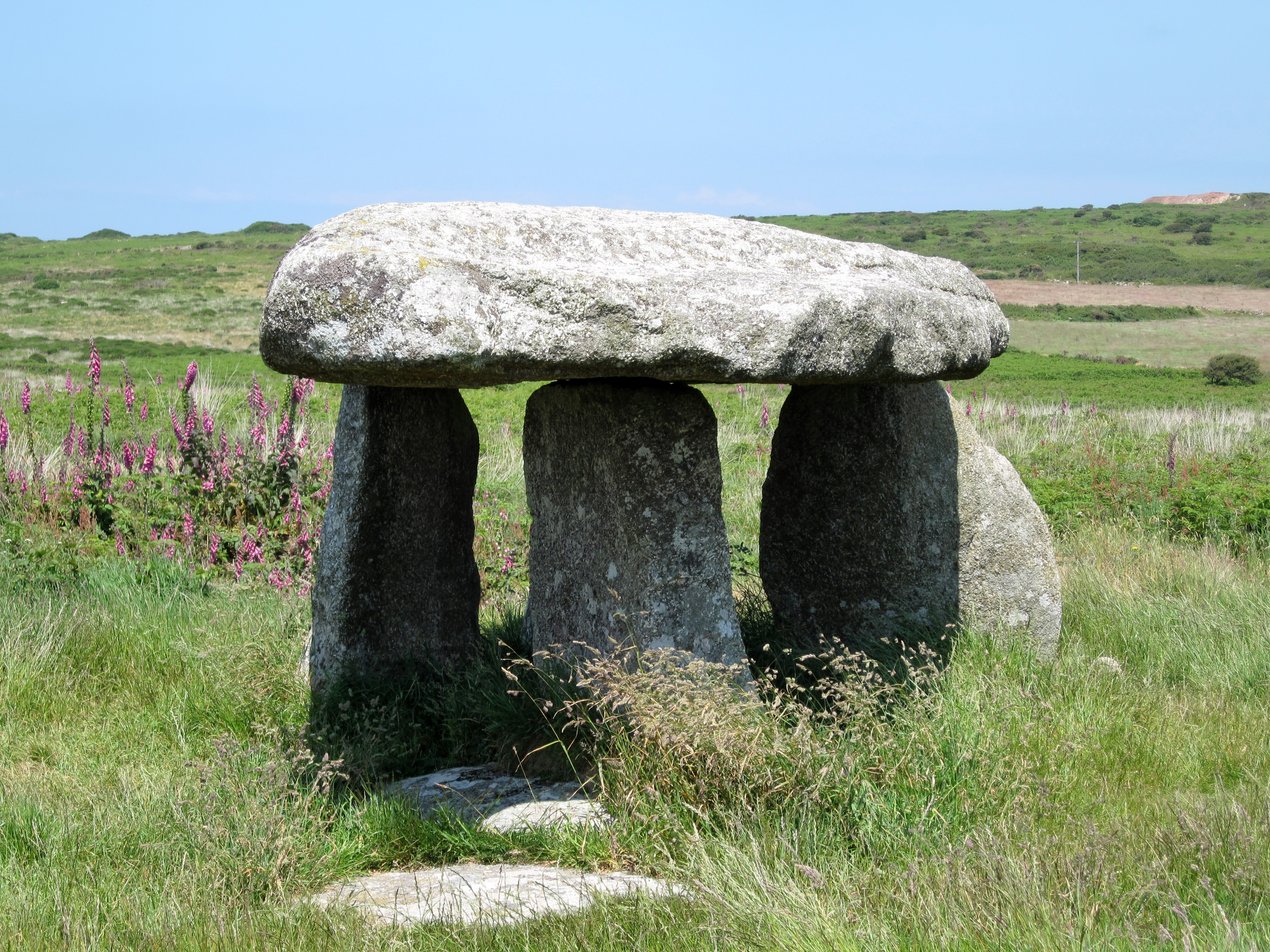
Lanyon Quoit – Blickrichtung Nord

Der Lanyon Quoit, auch bekannt als The Giant’s Quoit und The Giant’s Table, ist ein etwa 5500 Jahre alter Dolmen aus der Jungsteinzeit und der bekannteste Quoit in Cornwall.

## Lage
Der Lanyon Quoit befindet sich nordwestlich von Penzance zwischen Madron und Morvah. Er liegt 3 km hinter Madron in nördlicher Richtung 50 m rechts neben der Straße. Im Umkreis einiger Kilometer befinden sich weitere Megalithanlagen:
- Steinkreis von Boskednan
- Boscawen-ûn
- Chûn Quoit
- Mên-an-Tol
- Merry Maidens
- Mulfra Quoit
- Steinkreis von Tregeseal
- Tregiffian
- Zennor Quoit

## Aufbau
Der Lanyon Quoit besteht aus drei etwa 2,0 m hohen Pfeilern, auf denen eine ovale, etwa 13 Tonnen schwere Deckplatte ruht. Die Längen der Achsen der annähernd symmetrischen Deckplatte betragen 2,75 m und 5,25 m. Ein Pfeiler stützt die Platte nahezu zentral, die anderen beiden stützen den Rand der Platte. Die Randpfeiler liegen in Position und Ausrichtung nicht symmetrisch zur Achse der ovalen Deckplatte. Dieser Eindruck entsteht nur bei geeigneter Wahl des Standortes, wie die Bilder veranschaulichen. Um das wieder errichtete Steinmal findet man Menhire, deren ursprüngliche Anordnung und Funktion ungeklärt sind, und am südlichen Ende des Areals Reste von Steinkisten, so dass von einer weitläufigeren Kultanlage ausgegangen werden kann.

## Geschichte

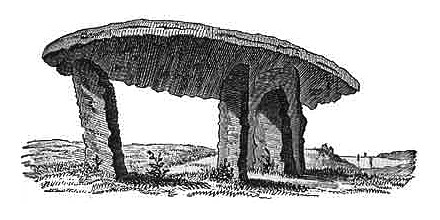
Der Lanyon Quoit vor seinem Einsturz 1815 – Radierung von William Borlase 1769

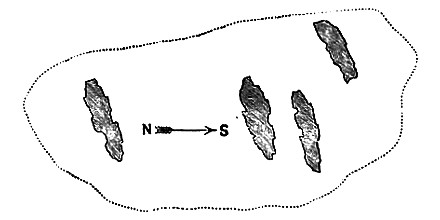
Grundriss des Lanyon Quoits

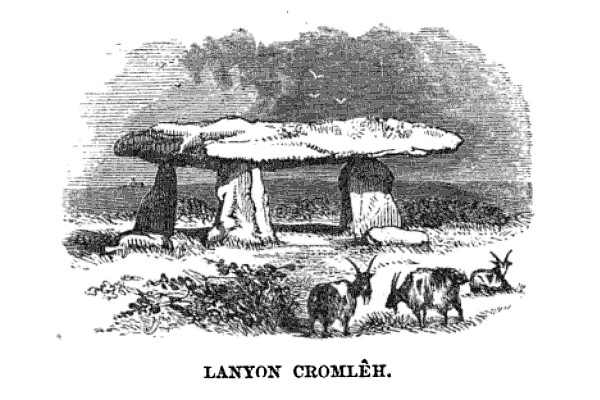
Radierung von J.T. Blight 1861

1769 beschrieb William Borlase erstmals die Megalithanlage in einer Publikation und fertigte zur Illustration die nebenstehenden Radierungen an, in denen der Lanyon Quoit bezüglich Aufbau und Grundriss ein deutlich anderes Aussehen als heute aufweist. Auch Scotts Darstellung aus dem Jahr 1813 zeigt eine andere als die heutige Anordnung der Megalithe und stimmt mit der von Borlase überein. William Cotton berichtete in seinem Werk, wie es im 19. Jahrhundert zur Neugestaltung des Monuments kam. Im Jahr 1815 stürzte der Lanyon Quoit bei einem Sturm ein und wurde 1824 mit finanzieller Unterstützung der Anwohner und unter der Anleitung von Captain Giddy von der Royal Navy wieder aufgerichtet. Allerdings entsprach die Rekonstruktion nicht ganz dem ursprünglichen Aussehen der Anlage, da beim Einsturz ein Pfeiler und ein Teil der Deckplatte abgebrochen war. Daher ließ Captain Giddy die restlichen drei Stützsteine etwas versetzen und die Deckplatte um 90° drehen, so dass sie jetzt nur mehr auf drei Pfeilern auflag. Wie die Zeichnung von Borlase zeigt, waren die Pfeiler, darunter ein in dieser Form nicht mehr vorhandener, wesentlich breiterer Stein, vorher parallel zueinander gestanden. Außerdem müsste die Anlage einst höher gewesen sein, da Borlase berichtet hatte, dass ein Mann aufrecht darunter hindurch reiten konnte. Eine Radierung aus dem Jahr 1857 von R. T. Pentreath zeigt die Megalithe bereits in der heute bekannten Anordnung. 1864 fertigte John Thomas Blight in seinem Werk A Week at the Land’s End eine Radierung an, die ebenfalls den neugestalteten Lanyon Quoits zeigt. 1872 nahm William Copeland Borlase, ein Urenkel des älteren Borlase, weitere Untersuchungen und archäologische Ausgrabungen vor. Er reproduzierte Radierungen seines Vorfahren und fand sie viel wertvoller als jede andere zeitgenössische Skizze, da das Denkmal seitdem erheblichen Veränderungen unterworfen war. 1952 übergab der damalige Eigentümer Edward Bolitho aus Trengwainton das Grundstück mit dem Monument an den National Trust.
In neuerer Zeit wurden konkrete Vorstellungen über Aussehen und Zweck der Anlage entwickelt: Heute vermuten Archäologen, dass die Steinformation wie die anderen nahegelegenen Quoits einst die Grabkammer eines Portalgrabs war oder ein Kenotaph darstellte, ein Ehrenmal für verstorbene hochangesehene Priester-Schamanen. Umstritten ist, ob die Kammer vollständig mit Erde bedeckt war oder ob der Eingangsbereich zusammen mit der Deckplatte offengelegt war. Vor, im Innern oder auch auf der Steinformation könnten dann Kulthandlungen vorgenommen worden sein. Ungeklärt ist auch, wie der 13 Tonnen schwere Deckstein von Menschenhand in zwei Meter Höhe verbracht werden konnte. Denkbar ist ein Transport über eine sehr lange, künstlich aufgeschüttete Rampe. Ebenso möglich erscheint ein sukzessives Anheben des Steins mittels einer Holzkonstruktion, ein Verfahren, das auch für die Decksteine von Stonehenge in Betracht kommt.